# La tentación de lo imposible
La tentación de lo imposible es un ensayo de Mario Vargas Llosa publicado por primera vez por Editorial Alfaguara en España en octubre de 2004, sobre la novela Los Miserables del célebre autor francés Víctor Hugo. 
Estudiando pormenorizadamente esa novela francesa, la última "clásica" según nos dice, y comparándola con la novedad que supusieron en su día novelas ya "modernas" como Madame Bovary, de Flaubert, Vargas Llosa nos introduce en lo que para él es el mundo de la ficción frente al de la realidad, y nos explica con claridad su propia "teoría de la literatura". Puede decirse que es ésta una obra imprescindible para conocer de cerca la teoría novelística (y, por lo tanto, la que rige la composición de sus propias ficciones) del autor peruano.